# The Angry Beavers
The Angry Beavers je americký animovaný televizní seriál. Byl vytvořen Mitchem Schauerem pro stanici Nickelodeon, který jej vysílal v letech 1997–2001. Hlavními postavami seriálu jsou dva bobří bratři; Norbert a Daget. Seriál získal ocenění Daytime Emmy za nejlepší střih zvuku.

## Postavy
- Daggett Doofus „Dag“ Beaver je mladší bratr Norberta (o 4 minuty). Je hyperaktivní a nedospělý, má ve zvyku přeceňovat své schopnosti. Se svým bratrem sdílí typickou bratrskou vlastnost, tzv. love-hate vztah; podporuje a znepřáteluje si svého staršího sourozence jak jeho nálada vyžaduje. V originále mu hlas propůjčil Richard Steven Horvitz.
- Norbert Foster „Norb“ Beaver je Dagův uvolněný starší bratr. Je výřečný, inteligentní a plný sarkasmu. Je schopen vyvádět šílené kousky plné sebejistoty, bez jakéhokoliv vysvětlení. Oproti svému bratrovi se chová velmi povýšenecky. Namluvil jej Nick Bakay.
- Stump je pařez obří sekvoje a přítel bratrů bobrů. Pravidelně navštěvuje mnoho bobřích společenských akcí a je nedílnou součástí jejich vnitřního kruhu.
- Treeflower je láska Norbertova života. V originále ji namluvila Cynthia Mann.

## Seznam dílů
| Řada | Díly | Premiéra v USA  | Premiéra v USA     |
| Řada | Díly | První díl       | Poslední díl       |
| ---- | ---- | --------------- | ------------------ |
| 1    | 13   | 19. dubna 1997  | 15. listopadu 1997 |
| 2    | 13   | 1. března 1998  | 21. listopadu 1998 |
| 3    | 22   | 14. března 1999 | 18. března 2000    |
| 4    | 14   | 2. září 2000    | 11. listopadu 2001 |